# You (пісня Торніке Кіпіані)
«You» («Ти») — це пісня грузинського співака Торніке Кіпіані для Євробачення 2021 року в Роттердамі, Нідерланди.

## Конкурс пісні Євробачення

### Внутрішній відбір
26 січня 2021 р. GPB підтвердив, що Торніке Кіпіані представлятиме Грузію на змаганнях 2021 року.

### На Євробаченні
65-е видання Євробачення відбудеться у Роттердамі, Нідерланди, і складатиметься з двох півфіналів 18 травня та 20 травня 2021 року та великого фіналу 22 травня 2021 року Згідно з правилами Євробачення, всі країни-учасниці, крім приймаючої країни та Великої п'ятірки, що складається з Франції, Німеччини, Італії, Іспанії та Великої Британії, повинні пройти участь у одному з двох півфіналів для участі у змаганнях за фінал, хоча 10 найкращих країн від відповідного півфінального прогресу до великого фіналу. 17 листопада 2020 року було оголошено, що Грузія виступить у другій половині другого півфіналу конкурсу.